# Clube Desportivo das Aves 2017-2018
Questa voce raccoglie le informazioni riguardanti il Clube Desportivo das Aves nelle competizioni ufficiali della stagione 2017-2018.

## Stagione
Termina la stagione al tredicesimo posto in Primeira Liga e conquista la prima coppa nazionale battendo in finale lo Sporting Lisbona 2-1.

## Rosa 2017-2018
Aggiornata al 13 marzo 2018.
| N. |                          | Ruolo | Calciatore       |
| -- | ------------------------ | ----- | ---------------- |
| 1  | Portogallo (bandiera)    | P     | Quim             |
| 2  | Brasile (bandiera)       | D     | Rodrigo          |
| 5  | Brasile (bandiera)       | D     | Rodrigo Defendi  |
| 7  | Portogallo (bandiera)    | A     | Alexandre Guedes |
| 10 | Portogallo (bandiera)    | C     | Paulo Machado    |
| 11 | Argentina (bandiera)     | C     | Luis Fariña      |
| 15 | Argentina (bandiera)     | C     | Fernando Tissone |
| 16 | Brasile (bandiera)       | C     | Nildo Petrolina  |
| 17 | Portogallo (bandiera)    | D     | Pedrinho         |
| 19 | Portogallo (bandiera)    | C     | Bruno Braga      |
| 20 | Argentina (bandiera)     | A     | Federico Falcone |
| 21 | Portogallo (bandiera)    | D     | Nélson Lenho     |
| 22 | Guinea-Bissau (bandiera) | A     | Sami             |

| N. |                          | Ruolo | Calciatore       |
| -- | ------------------------ | ----- | ---------------- |
| 23 | Brasile (bandiera)       | A     | Amilton          |
| 25 | Brasile (bandiera)       | P     | Artur Moraes     |
| 26 | Capo Verde (bandiera)    | C     | Carlos Ponck     |
| 27 | Scozia (bandiera)        | C     | Ryan Gauld       |
| 29 | Brasile (bandiera)       | C     | Claudio Falcão   |
| 30 | Portogallo (bandiera)    | C     | Vítor Gomes      |
| 33 | Brasile (bandiera)       | A     | Derley           |
| 44 | Brasile (bandiera)       | D     | Diego Galo       |
| 46 | Brasile (bandiera)       | D     | Jorge Fellipe    |
| 50 | Guinea-Bissau (bandiera) | D     | Mama Samba Baldé |
| 73 | Libia (bandiera)         | A     | Hamdou Elhouni   |
| 83 | Brasile (bandiera)       | P     | Adriano Facchini |
| 99 | Colombia (bandiera)      | A     | Cristian Arango  |